# Woodland Trust

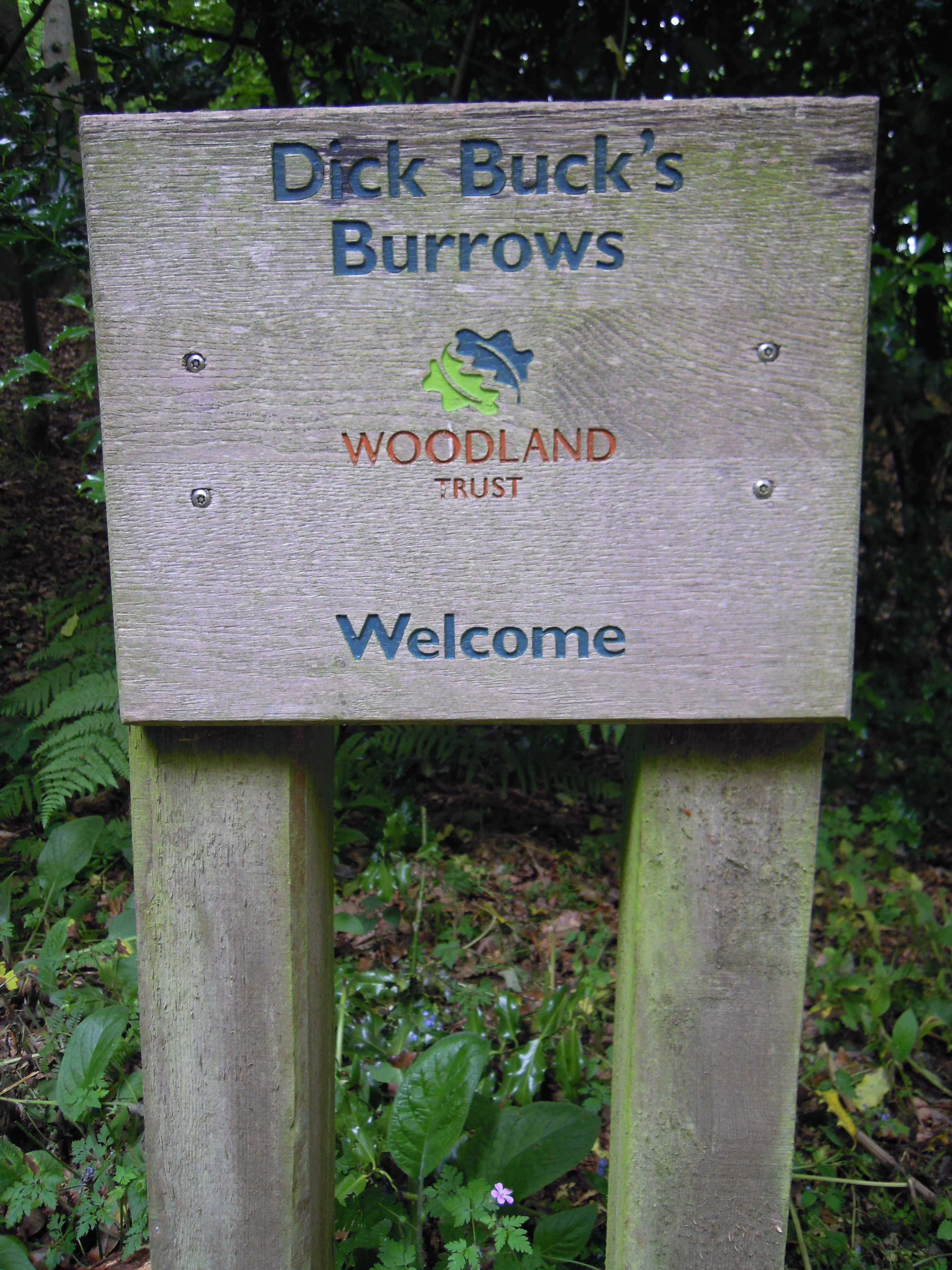
Panneau indicatif d'une parcelle protégée par le Woodland Trust dans le Norfolk.

Woodland Trust est un organisme britannique sans but lucratif consacré à la protection du patrimoine forestier du pays.

## Histoire
Fondé en 1972, il est basé à Grantham.
Son actuel président est Clive Anderson.